# خوسه لوئیس ترخو
خوسه لوئیس ترخو (اسپانیایی: José Luis Trejo‎؛ زادهٔ ۴ اوت ۱۹۵۱) بازیکن فوتبال اهل مکزیک بود.
از باشگاه‌هایی که در آن بازی کرده‌است می‌توان به باشگاه فوتبال اتلتیکو اسپانیول اشاره کرد.